# رموز أوراق اللعب

الأربعة الأنواع المُستخدمة في أوراق اللعب الفرنسية : سبيت (♠)، هاص، ديمن والكلفس (♣)

في ورق اللعب، يوجد أربعة رموز شائعة ومعروفة. وتختلف مهام هذه الأنواع بحسب اللعبة. وتشمل ورق اللعب يوجد عدد لا يحصى من ألعاب الورق ، بما في ذلك عائلات الألعاب ذات الصلة (مثل البوكر). 
هناك عدد صغير من ألعاب الورق التي يتم لعبها بالطرق التقليدية التي تم توحيدها رسميًا مع البطولات الدولية التي تقام ، ولكن معظمها عبارة عن ألعاب شعبية تختلف قواعدها حسب المنطقة والثقافة والشخص. أيضاً نوع آخر من الرموز وهو الجوكر. وتشمل الرموز على أربعة أنواع؛ وهي الهاص أو الحاس (وتُسمى أيضاً كوبة) والسبيت (وتُسمى أيضاً بستوني) والكلفس (وتُسمى أيضاً شيريا أو سنك أو سباتي) والديمن (وتُسمى أيضاً ديناري). وهذه الرموز تخص الأوراق الفرنسية وتختلف أشكال هذه الرموز وأسمائها بحسب نوعيّة الأوراق. فمثلاً الأوراق الألمانية السويسرية يًستخدم رمز الورقة الصفراء للدلالة على نوع الروزيس. في لعبة الورق الفرنسية يكون الهاص والديمن مُلوّنان باللوّن الأحمر والسبيت والكلفس ملوّنان باللون الأسود. وفي بعض الأوراق الأخرى وعلى خلاف ورقة اللعب الفرنسية يكون كل رمز مُلوّن بلون مُختلف.

## الرموز
| رموز أوراق اللعب                            | رموز أوراق اللعب                   | رموز أوراق اللعب                    | رموز أوراق اللعب                       | رموز أوراق اللعب                       |
| الورق                                       | الرمز                              | الرمز                               | الرمز                                  | الرمز                                  |
| ------------------------------------------- | ---------------------------------- | ----------------------------------- | -------------------------------------- | -------------------------------------- |
| الأوراق الفرنسية                            | هاص بالفرنسية: Cœurs (قلوب)        | ديمن بالفرنسية: Carreaux (بلاط)     | كلفس بالفرنسية: Trèfles (برسيم)        | سبيت بالفرنسية: Piques (رِماح)          |
| الأوراق الألمانية                           | Hearts                             | Bells                               | Acorns                                 | Leaves                                 |
| الأوراق الألمانية السويسرية                 | Roses Swiss-German: Rosen          | Bells Swiss-German: Schellen        | Acorns Swiss-German: Eichel            | Shields Swiss-German: Schilten         |
| الأوراق الإيطالية والاسبانية (أو اللاتينية) | Cups Italian: Coppe Spanish: Copas | Coins Italian: Denari Spanish: Oros | Clubs Italian: Bastoni Spanish: Bastos | Swords Italian: Spade Spanish: Espadas |
| أوراق التاروت                               | أكواب                              | نجمة خماسية                         | صولجان                                 | سيوف                                   |